# Istapp

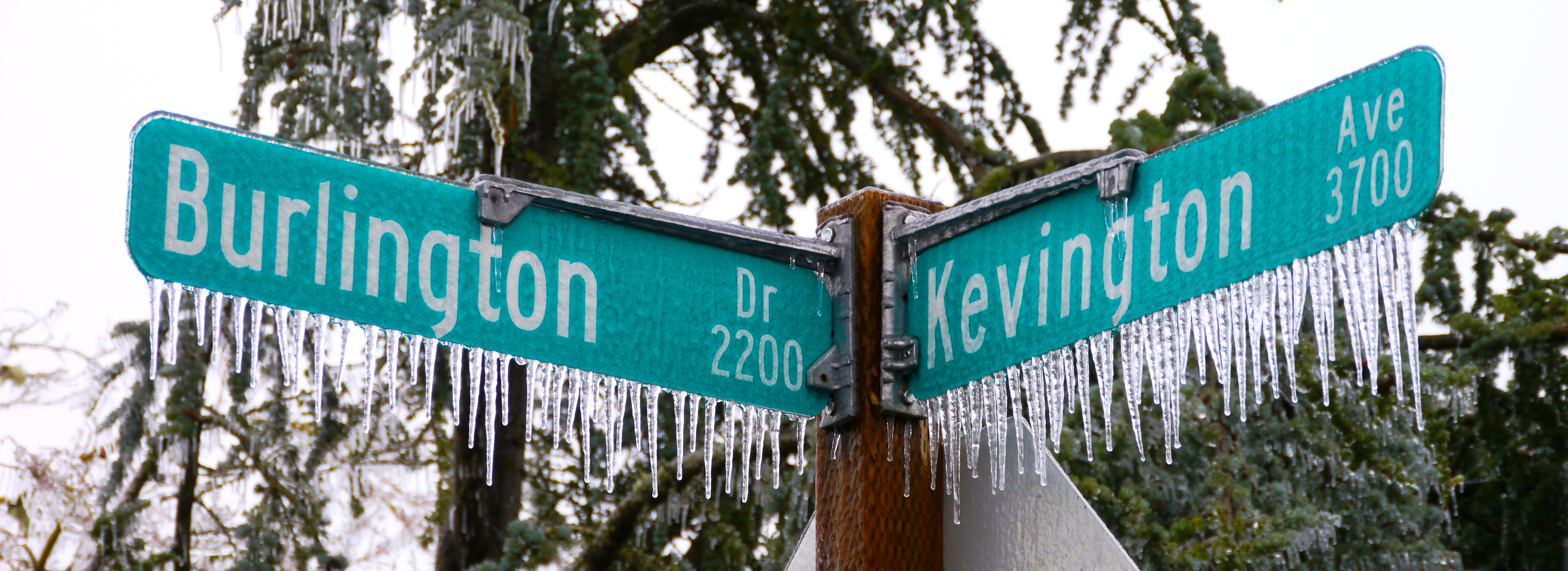
Istappar på en vägskylt i Eugene i Oregon.

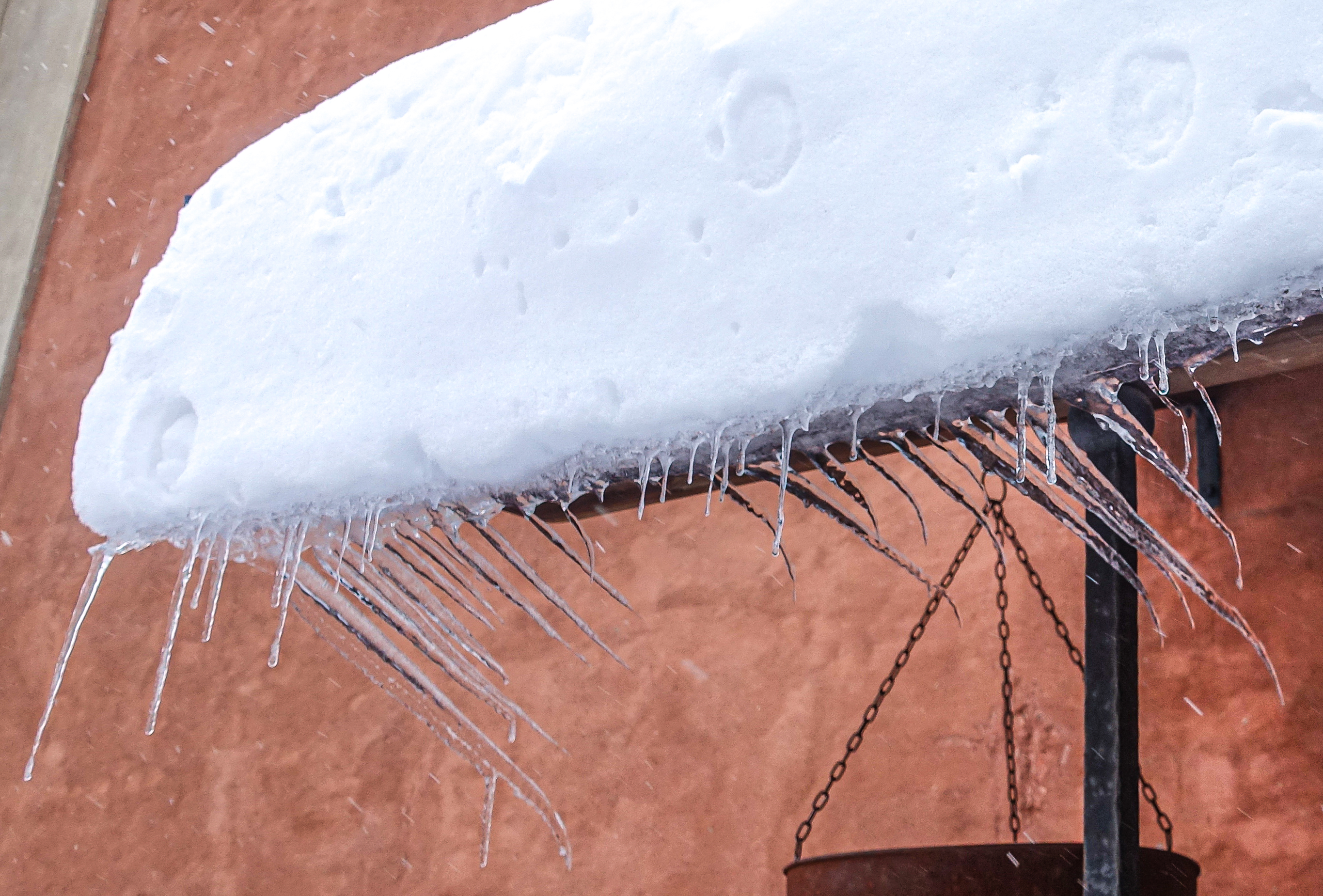
Istappar i 90 graders vinkel på Liljevalchs konsthall. Fenomenet uppkommer då en mildare period inträffat och istapparna glidit under taket då snön lossnat. Därefter har en ny frysperiod uppkommit.

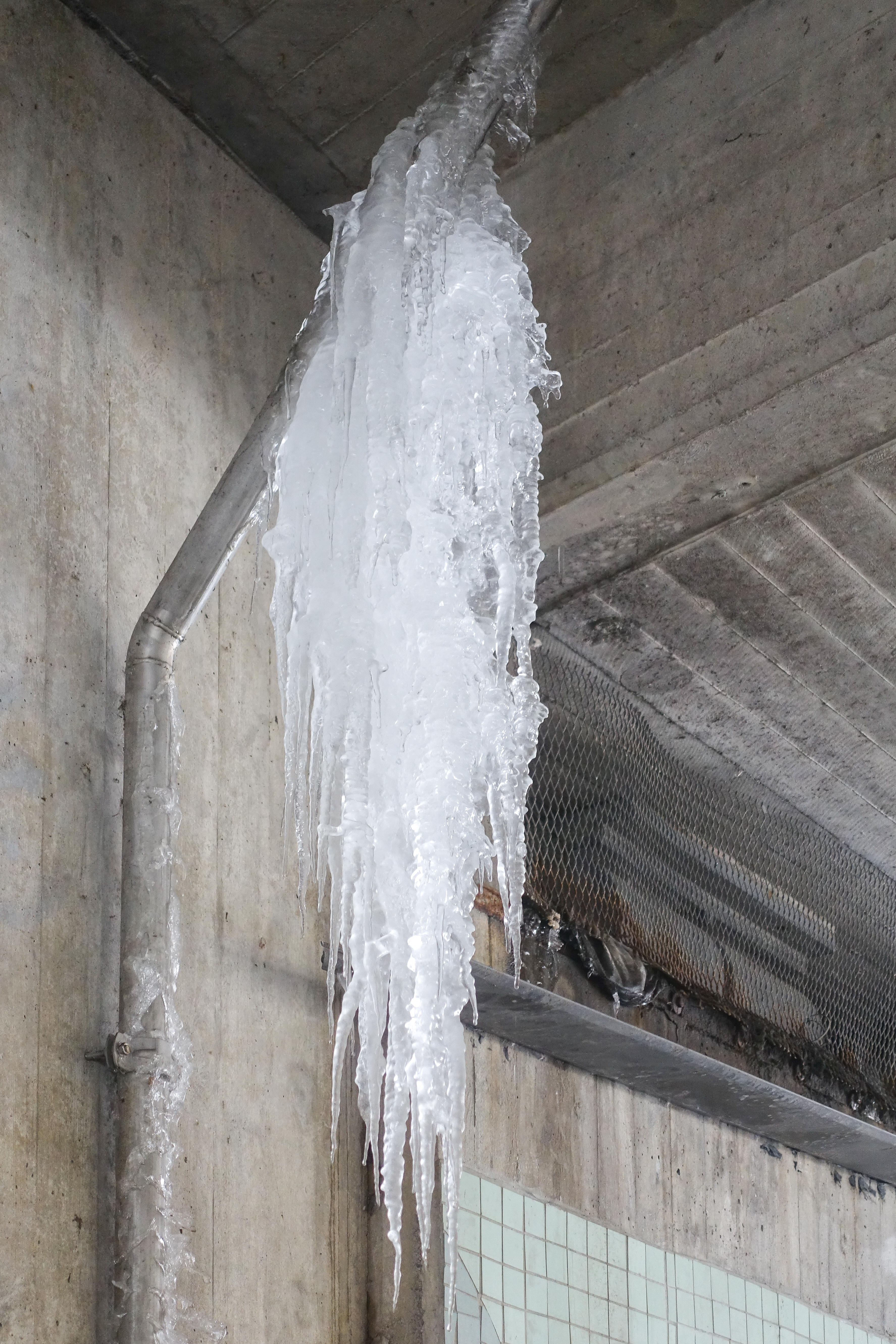
Isstalaktit från ett läckande rör under en viadukt.

Istappar (efter mekanikens tapp) är vanligtvis nedåthängande formationer av is som bildas när rinnande vatten fryser under droppmoment från en överstående struktur. De bildas naturligt när vatten faller eller droppar ner till ett utrymme där det fryser. Uppåtriktade istappar kan också bildas under särskilda förutsättningar.
Frysning kan ske på olika sett men börjar dock alltid från toppen av det rinnande vattnet. Detta gör att istappar förändrar storlek så länge rinnande vatten tillförs istappens topp och gör att istappar kan förekomma i många olika former och storlekar.
Istappar förekommer naturligt i natur och bebyggelse under snöförhållanden men kan bland annat även uppstå i minusgradiga utrymmen som grottor och frysar. Istappar i bebyggelse uppstår ofta under takkanter på hus och bildas när snö på taket smälter till vatten och sedan fryser till is när det rinner ut i minusgradig luft från takets kant. Trots minusgradig utomhustemperatur kan snö på tak smälta på grund av läckage av inomhusvärme eller genom solens strålvärme.
Istappar kan orsaka allvarliga personskador och materiella skador om de faller från hög höjd. Is är väldigt tungt och en meterlång istapp kan väga upp till 20 kg. På grund av detta behöver man i bebyggelse rensa bort istappar. Ansvaret för rensning av istappar på tak i Sverige ligger hos fastighetsägare, detta enligt en dom från högsta domstolen efter att en person avlidit till följd av skador från fallande istapp.

## Bildande och dynamik

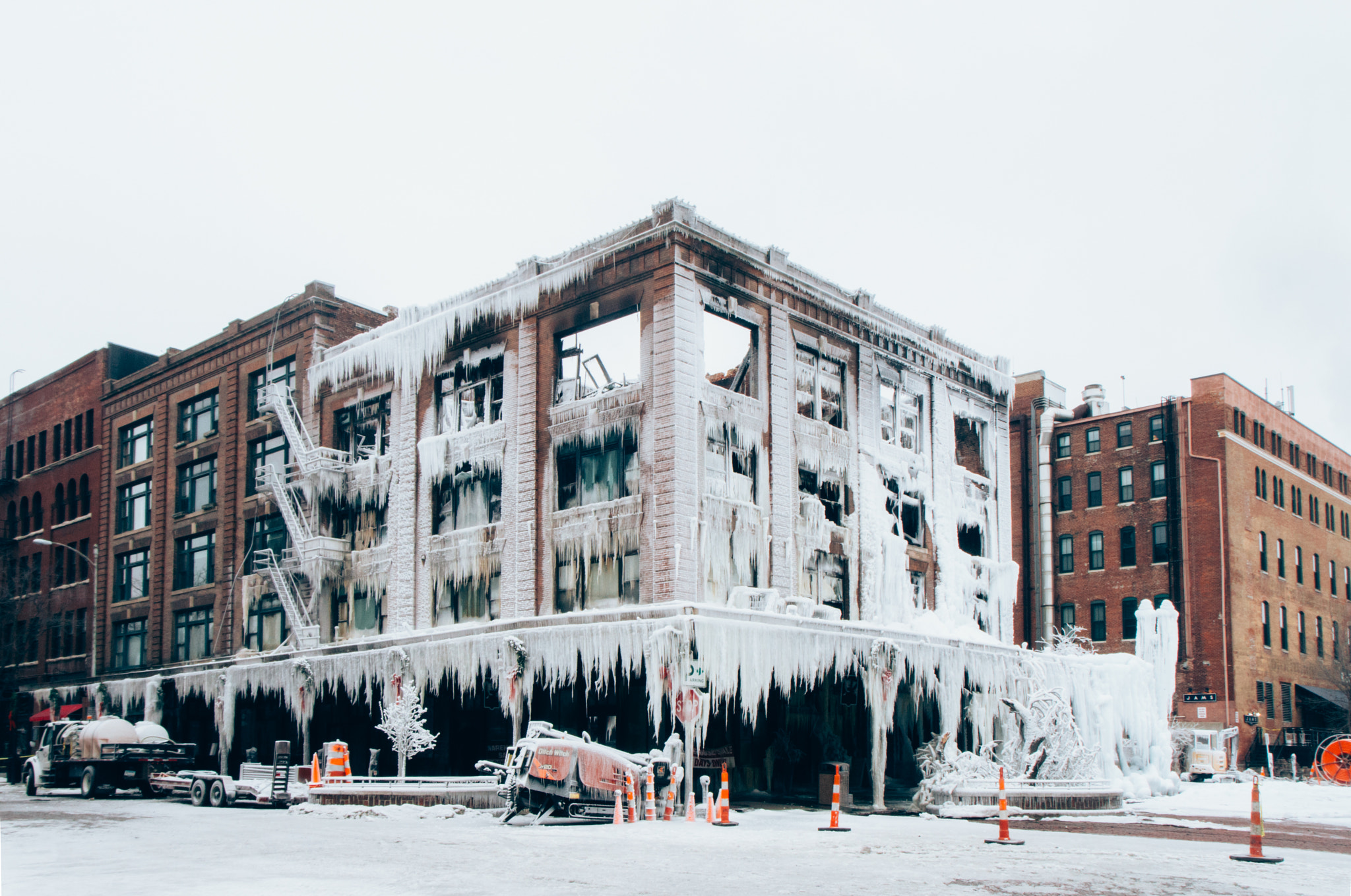
Släckt husbrand där släckningsvattnet frusit till istappar.

Istappar kan bildas när en värmekälla (som en dåligt isolerad byggnad) eller solljus smälter is eller snö och detta sedan fryser under tiden den smälter. Detta kräver att det är kallt ute. Istappen fortsätter sedan växa så länge vatten fortsätter droppa och sedan fryser fast på istappen. 
Istappar kan även bildas under isstormar då underkylt eller frysande regn fryser till is då det når marken och andra ytor. Istappar kan under sådana förhållanden bildas många små istappar på till exempel kvistar, löv och trådar. 
Vidare kan istappar bildas var som helst där vatten sipprar eller droppar ut från vertikala ytor, så som klippor. Under vissa förhållanden kan dessa långsamt bilda frysta vattenfall, som kan används av isklättrare.
Istappar bildas på släta, rakar eller oregelbundna ytor. Ytans form påverkar formen på istappen. Istappens form kan även påverkas av vilken riktning smältvatten har mot istappen, exempelvis i en rak linje eller från flera riktningar. Föroreningar i vattnet kan leda till krusningar på istappens  yta.
Istappar är avlånga och har formen av en hängande droppe. Inuti består en växande istapp av flytande vatten, eftersom den fryser utifrån. Istappens tillväxt, både i längd och bredd, kan beräknas och är en komplicerad funktion av lufttemperatur, vindhastighet och vattenflödet till istappen. Tillväxthastigheten i längd varierar vanligtvis med tiden och kan under ideala förhållanden vara mer än 1 cm per minut.
Under rätta förhållanden kan istappar också bildas i grottor (i vilket fall de också kallas isstalaktiter). De kan också bildas i saltvatten som sjunker från havsis. Dessa så kallade isstalaktiter kan döda sjöborrar och sjöstjärnor, vilket observerades av BBC-filmbesättningar nära Mount Erebus i Antarktis.

## Skador av istappar

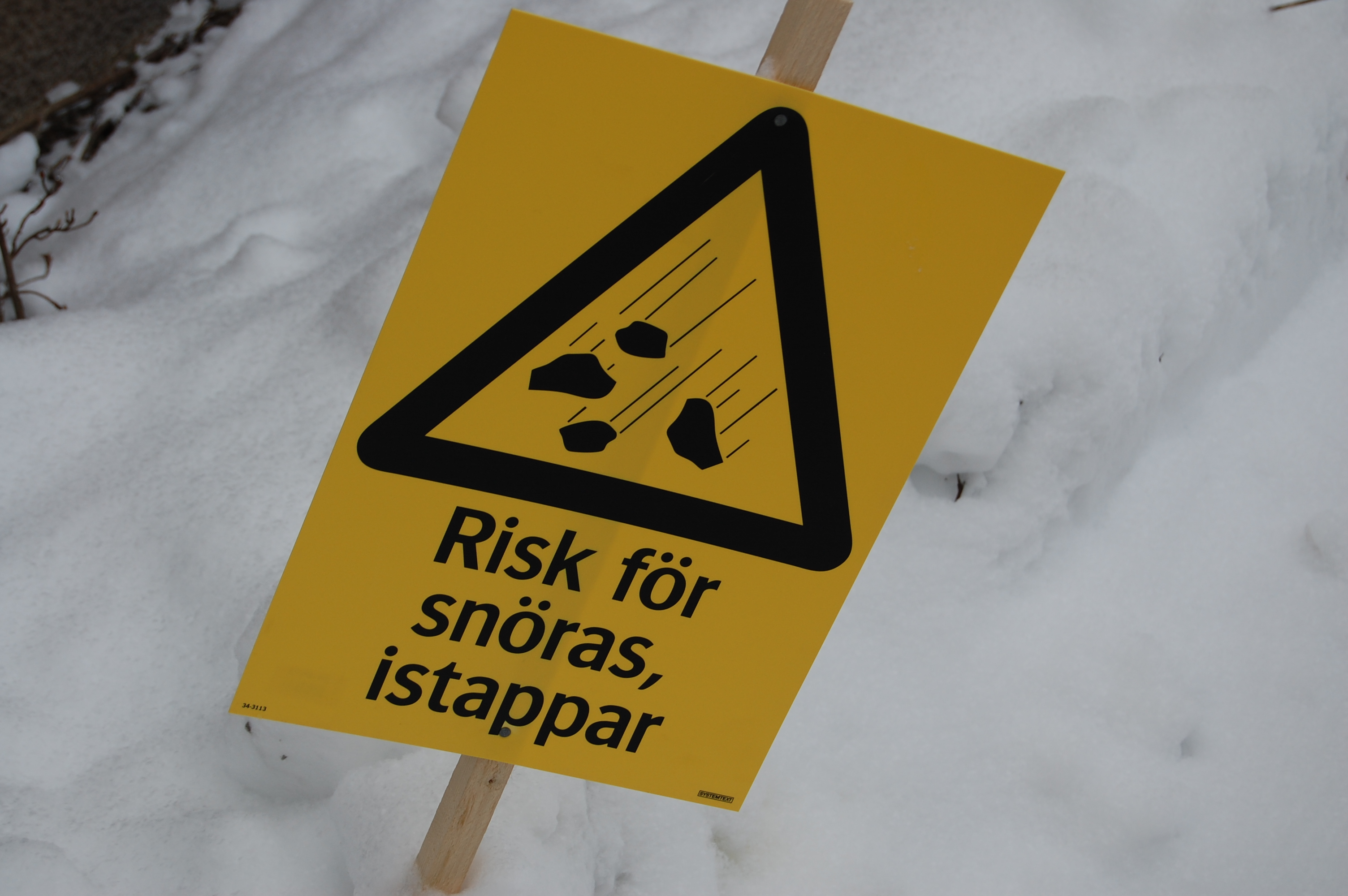
Varning för fallande istappar

Istappar kan utgöra både säkerhetsfaror och strukturella faror. Istappar som hänger från ett föremål kan falla och orsaka både personskador och materialskador vid anslag. Dessutom kan isavlagringar vara tunga. Om det bildas tillräckligt många istappar på ett föremål, såsom en tråd, balk eller stolpe, kan isens vikt orsaka allvarligt skada på objektets strukturella integritet och kan leda till att objektet går sönder. Detta kan också hända med tak, där fel kan skada parkerade fordon i närheten eller konstruktionens innehåll och passagerare.
Risken för skador av istappar är särskilt stor i städer, där mängden av människor och hustak ökar risken att människor eller saker skadas av fallande istappar. Istappar i storstäder måste därför avlägsnas genom takskottning. Antalet tak och deras position till folkmassor i städer gör detta till en problematisk procedur och av säkerhetsskäl förekommer det även ofta tillfälliga avspärrningar och varningsskyltar för risk av is- och snöras.
Stora istappar som bildas på klippor nära motorvägar har varit kända för att falla och skada fordon.

### Historik
Under historiens gång har åtskilliga människor och ting skadats eller dödats av istappar. En historia i engelsktalande länder berättar om en engelsk ungdom som dödades av en fallande istapp 1776.
I Ryssland blev 5 personer dödade och 150 skadade av istappar 2010 då en kraftig snöstorm träffade Sankt Petersburg. Stormen orsakade också skador på hyreshustak, följt av vattenskador på privata hem och Ryska nationalbiblioteket.

## Bilder

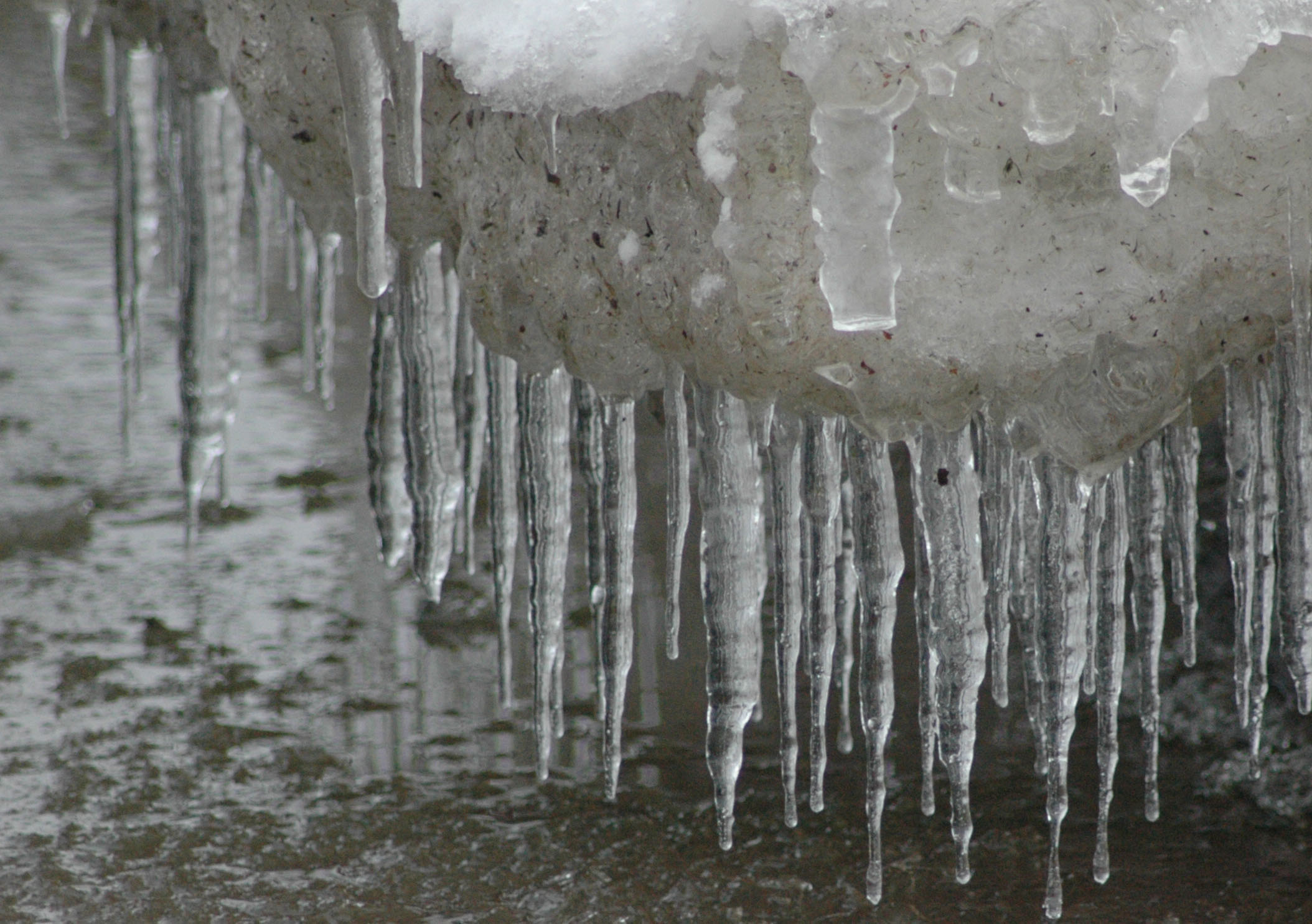
Istappar över Vättern.
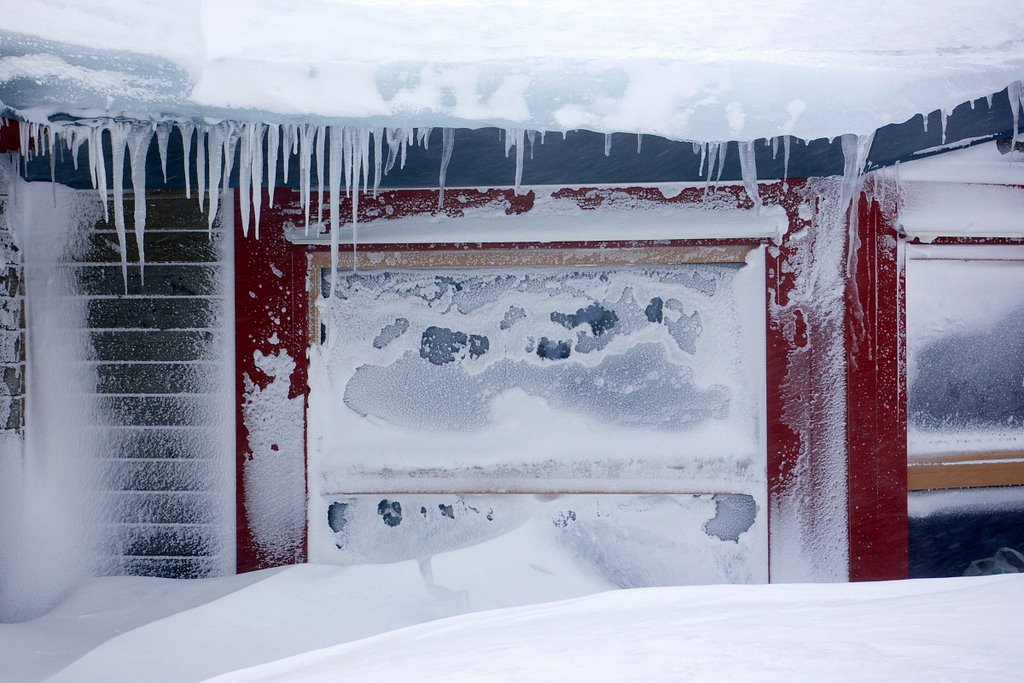
Istappar på Storulvåns fjällstation.
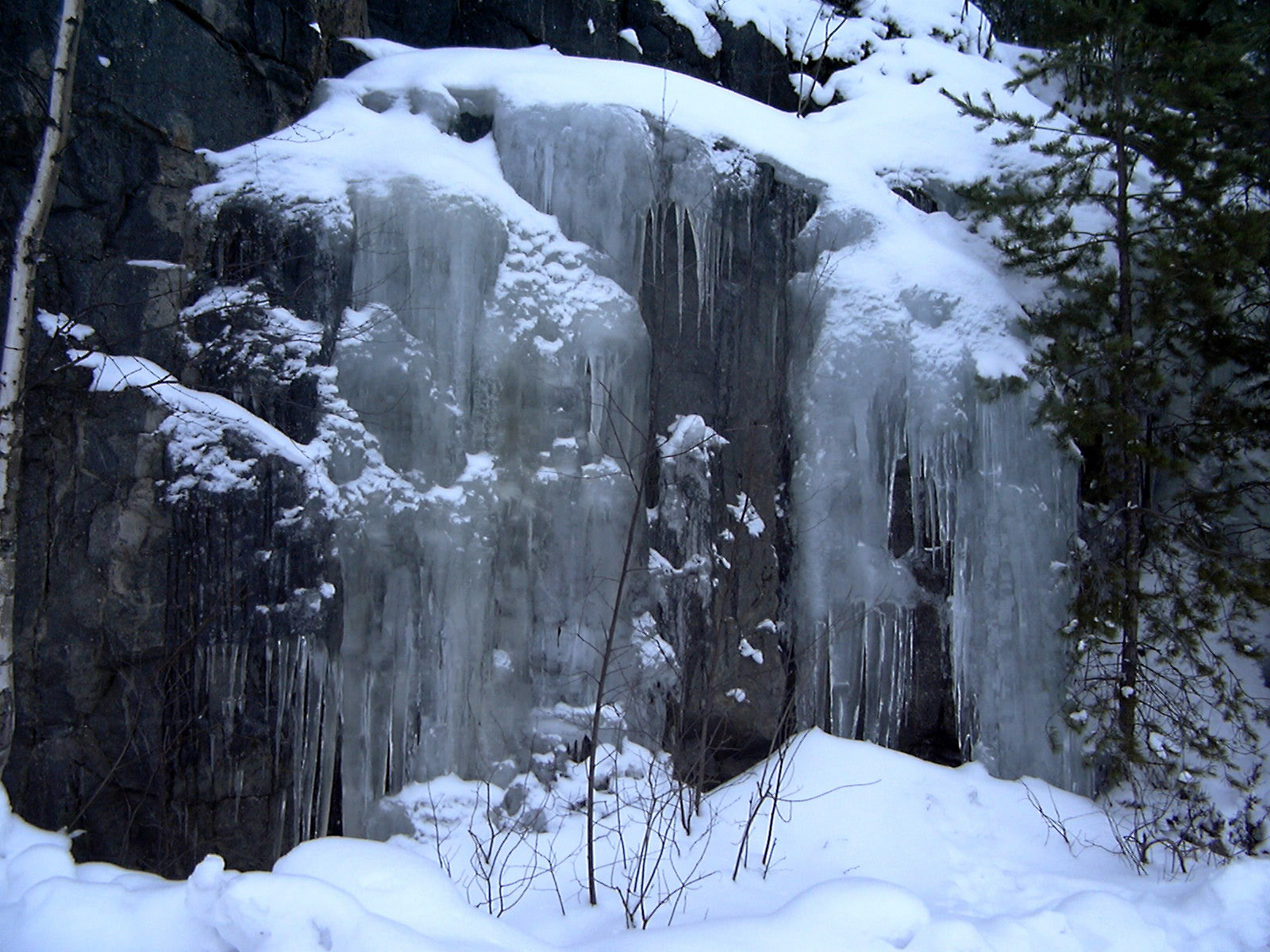
Isfall i Nyslott Finland. Isfallet består av ett vattenfall som har frusit till hundratals istappar.
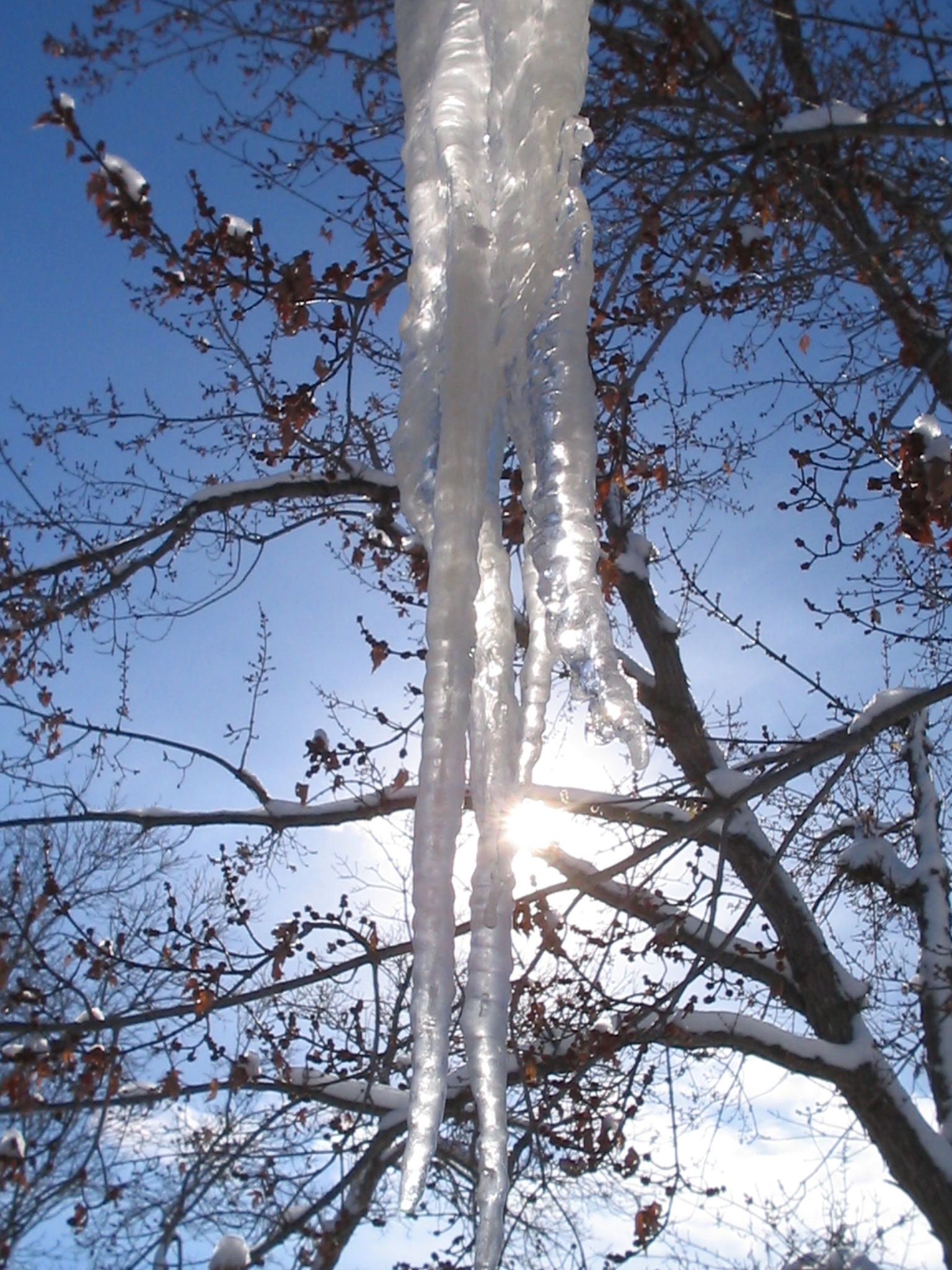
Istapp i skogsmiljö.